# Palladium (religion)
För andra betydelser, se Palladium (olika betydelser).

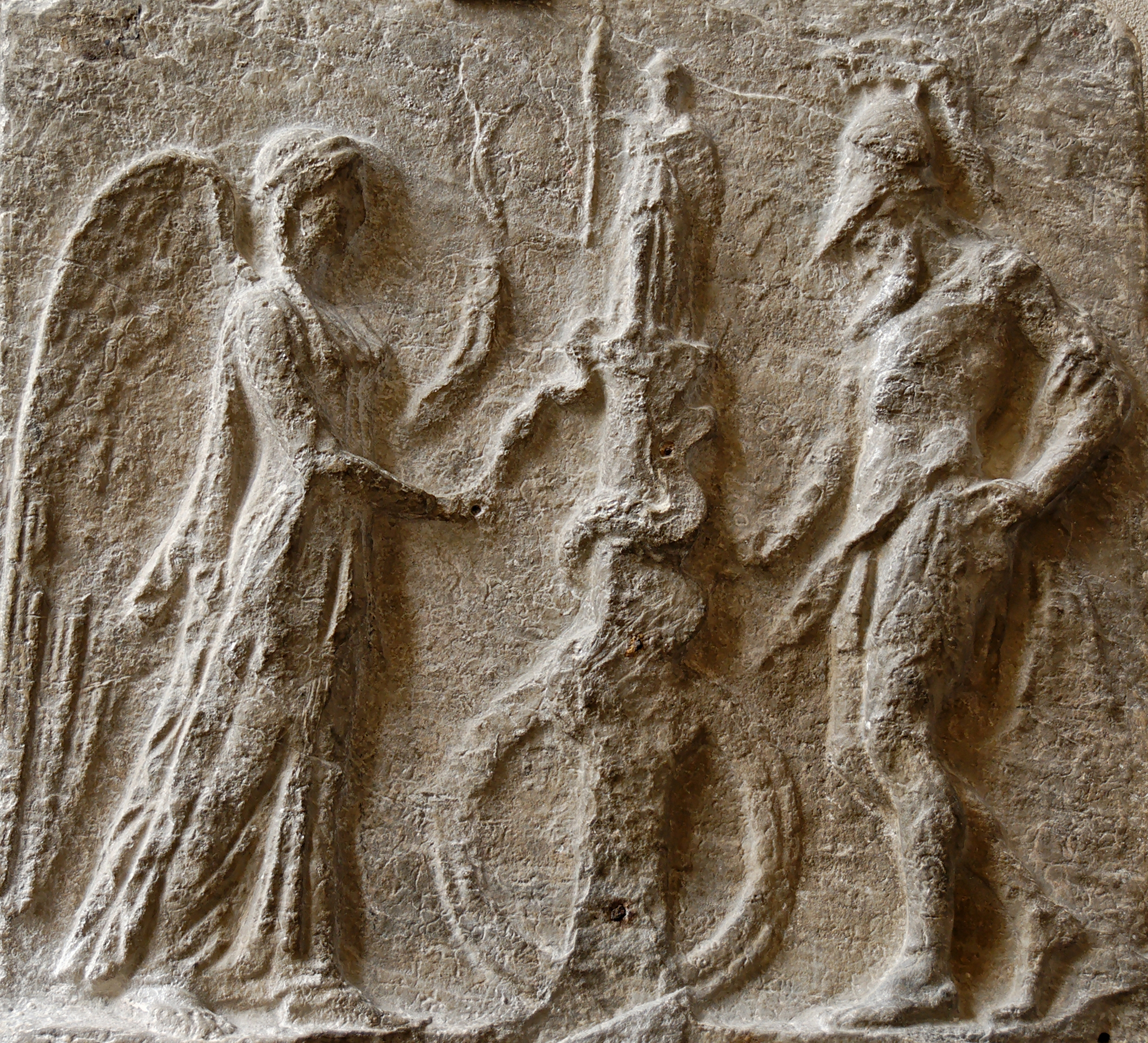
Nike (Victoria) ger ett ägg till en orm som slingrar sig kring en pelare med den trojanska palladium på toppen. Romersk kopia från sent 100-tal f.Kr. efter ett nyattiskt original från hellenistisk tid.

Palladium (grekiska palladion), grekisk mytologi), kallades hos antiken greker och romare en helig bild av gudinnan Pallas (Athena, Minerva), av vars bibehållande statens välfärd ansågs bero. 
Sådana bilder fanns i flera städer, men ryktbarast bland dem alla samt på sätt och vis urtypen för de övriga var den trojanska statens palladion, vilket enligt sagan fallit ned från himlen och av Zeus förärats åt Ilos. Emedan Troja, så länge denna bild fanns i behåll, inte kunde intas, rövades den bort av Odysseus och Diomedes, vilken senare medförde den till Grekland. Såväl Aten som Argos och senare även Rom gjorde anspråk på att vara i besittning av den. 
Palladierna, av vilka åtskilliga avbildningar fortfarande finns kvar, var i allmänhet skurna i trä och av en strängt arkaisk typ. De framställde gudinnan i upprättstående ställning, med lans och sköld. 
Som stilfigur används ordet "palladium" om varje som helig och av betydelse betraktad sak eller inrättning, vilken anses vara betydelsefull för det allmännas väl.